# Mokhtar Lamhene
Mokhtar Amir Lamhene (sinh ngày 18 tháng 1 năm 1990 ở Tizi Ouzou) là một cầu thủ bóng đá người Algérie. Hiện tại anh thi đấu cho JS Kabylie ở Giải bóng đá hạng nhất quốc gia Algérie.